# Norops megapholidotus
Norops megapholidotus este o specie de șopârle din genul Norops, familia Polychrotidae, descrisă de Smith 1933. A fost clasificată de IUCN ca specie cu risc scăzut. Conform Catalogue of Life specia Norops megapholidotus nu are subspecii cunoscute.